# 安寿林宅院
安寿林宅院，位于中国青海省湟源县城关镇东城壕三横巷，为青海省市县级文物保护单位，公布日期为2001年3月13日，类型为古建筑。
安寿林宅院的历史年代为清。